# Stöttwang

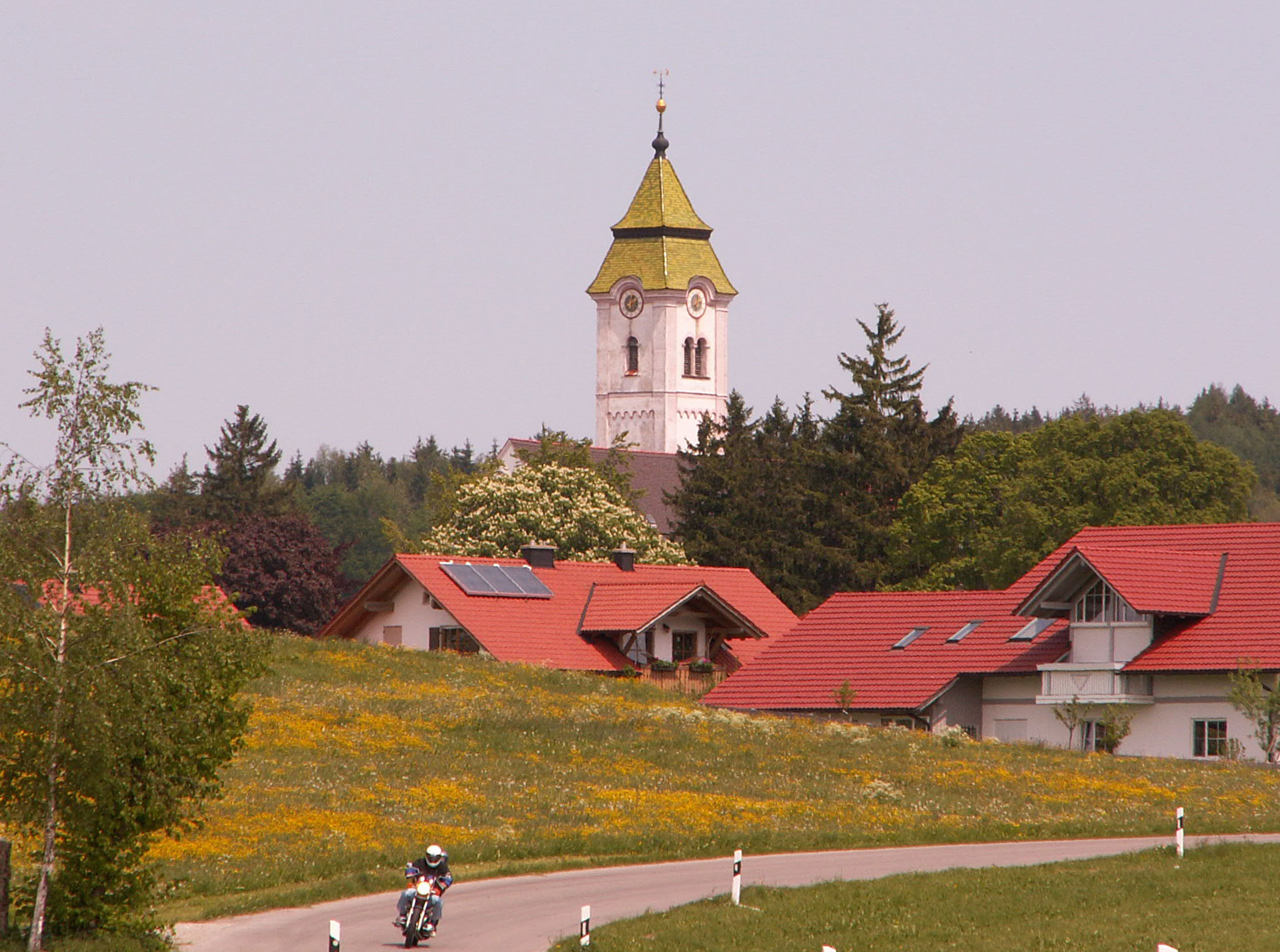
Stöttwang von Südwesten

Stöttwang ist eine Gemeinde im schwäbischen Landkreis Ostallgäu. Die Gemeinde ist ein Mitglied der Verwaltungsgemeinschaft Westendorf.

## Geographie
Die Gemeinde liegt sieben Kilometer östlich von Kaufbeuren am Westhang des Osterzeller Rückens der Iller-Lech-Schotterplatten in einer Höhenlage zwischen 696 (Gennach) und 806 m ü. NHN (Spitalwald).
Es gibt fünf Gemeindeteile (in Klammern ist der Siedlungstyp angegeben):
- Gennachhausen (Dorf)
- Linden (Kirchdorf)
- Reichenbach (Kirchdorf)
- Stöttwang (Pfarrdorf)
- Thalhofen an der Gennach (Dorf)

Gennachhausen, Linden und Thalhofen liegen am Fluss Gennach.
Prägend für das Ortsbild ist die Rokokokirche St. Gordian und Epimachus im Gemeindeteil Stöttwang.

## Geschichte

### Bis zur Gemeindegründung
Stöttwang gehörte zur Freien Reichsstadt Kaufbeuren.
Seit dem Reichsdeputationshauptschluss von 1803 gehört der Ort zu Bayern.
Im Zuge der Verwaltungsreformen im Königreich Bayern entstand mit dem Gemeindeedikt von 1818 die heutige Gemeinde.

### Eingemeindungen
Am 1. April 1971 kam es im Zuge der Gebietsreform zur freiwilligen Zusammenlegung mit den früheren Gemeinden Linden, Thalhofen an der Gennach und Reichenbach zur neuen Gemeinde Stöttwang. Im Jahr 1978 wurde diese der Verwaltungsgemeinschaft Westendorf zugeordnet.

### Einwohnerentwicklung
Die nachfolgenden Zahlen beziehen sich auf den Gebietsstand vom 25. Mai 1987.
| Bevölkerungsentwicklung | Bevölkerungsentwicklung | Bevölkerungsentwicklung | Bevölkerungsentwicklung | Bevölkerungsentwicklung | Bevölkerungsentwicklung | Bevölkerungsentwicklung | Bevölkerungsentwicklung | Bevölkerungsentwicklung | Bevölkerungsentwicklung | Bevölkerungsentwicklung | Bevölkerungsentwicklung | Bevölkerungsentwicklung | Bevölkerungsentwicklung | Bevölkerungsentwicklung |
| ----------------------- | ----------------------- | ----------------------- | ----------------------- | ----------------------- | ----------------------- | ----------------------- | ----------------------- | ----------------------- | ----------------------- | ----------------------- | ----------------------- | ----------------------- | ----------------------- | ----------------------- |
| Jahr                    | 1840                    | 1900                    | 1939                    | 1950                    | 1961                    | 1970                    | 1987                    | 1991                    | 1995                    | 2000                    | 2005                    | 2010                    | 2015                    | 2020                    |
| Einwohner               | 625                     | 805                     | 789                     | 1203                    | 967                     | 995                     | 1350                    | 1422                    | 1604                    | 1791                    | 1867                    | 1817                    | 1782                    | 1887                    |

Stöttwang wuchs von 1988 bis 2008 um 460 Einwohner bzw. ca. 34 %, einer der Spitzenwerte im Landkreis Ostallgäu. Zwischen 1988 und 2018 wuchs die Gemeinde von 1339 auf 1835 um 496 Einwohner bzw. um 37 %.

## Politik

### Gemeinderat
Zur Gemeinderatswahl 2020 trat ausschließlich die Freie Wählervereinigung Stöttwang an, die bei einer Wahlbeteiligung von 64,12 % alle Sitze erhielt.

### Bürgermeister
Bürgermeister ist seit Mai 2014 Christian Schlegel (Freie Wählervereinigung).

### Wappen
|  | Blasonierung: „Geteilt; oben in Rot ein sechsstrahliger goldener Stern, unten in Blau ein wachsender goldener Abtstab; auf der Teilungslinie schräg gekreuzt ein Palmzweig und ein gestürztes silbernes Schwert.“ |
|  | |

## Baudenkmäler
- Katholische Pfarrkirche St. Gordian und Epimachus
- Pfarrhaus

## Wirtschaft und Infrastruktur

### Wirtschaft einschließlich Land- und Forstwirtschaft
Es gab im Jahr 2021 nach der amtlichen Statistik im produzierenden Gewerbe 60 und im Bereich Handel und Verkehr 40 sozialversicherungspflichtig Beschäftigte am Arbeitsort. In sonstigen Wirtschaftsbereichen waren am Arbeitsort 61 Personen sozialversicherungspflichtig beschäftigt. Sozialversicherungspflichtig Beschäftigte am Wohnort gab es insgesamt 843. Im verarbeitenden Gewerbe gab es keine, im Bauhauptgewerbe vier Betriebe. Zudem bestanden im Jahr 2020 31 50 landwirtschaftliche Betriebe mit einer landwirtschaftlich genutzten Fläche von 1283 ha, davon waren 1110 ha Dauergrünfläche.

### Bildung
Es gibt folgende Einrichtungen (Stand: 2022):
- 1 Kindertageseinrichtung: 105 genehmigte Betreuungsplätze, 92 betreute Kinder

### Wasserversorgung
Stöttwang wird durch den Zweckverband für die Wasserversorgung der Gennach-Hühnerbach-Gruppe versorgt, dem weitere sieben Nachbargemeinden angehören. Im westlichen Gemeindegebiet liegt die Wasserversorgungsanlage Hochreute mit 3 Brunnen, denen ca. 1,4 Mio. m³ Grundwasser pro Jahr entnommen werden dürfen (wasserrechtliche Bewilligung vom 10. Januar 2005, befristet bis 31. Dezember 2034). Es besteht ein Wasserschutzgebiet seit Mitte der 1970er Jahre, das 2011 dem Stand der Technik und der Bedarfsprognose bis 2040 angepasst wurde.

## Bilder

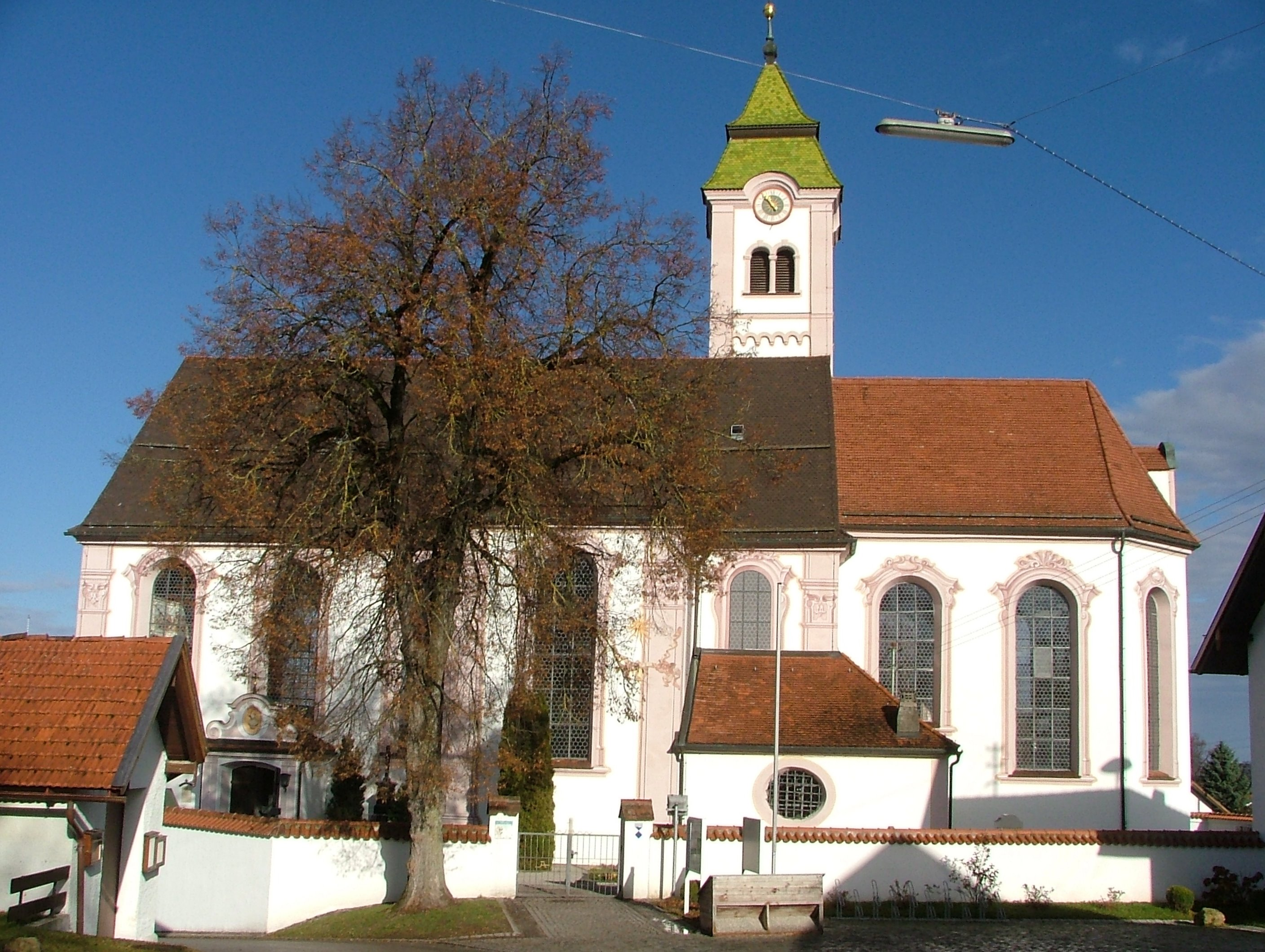
St. Gordian und Epimachus
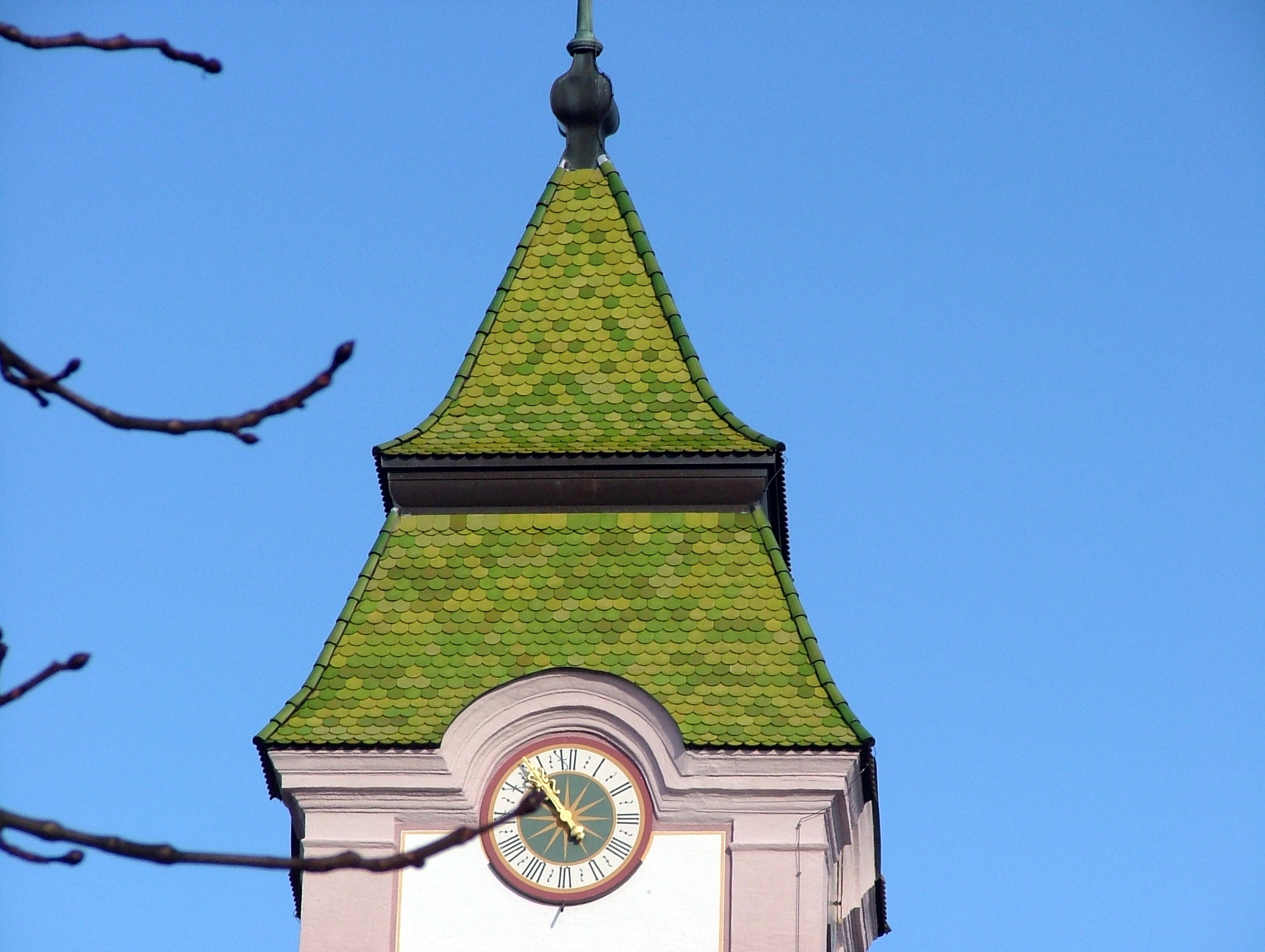
Kirchturmspitze
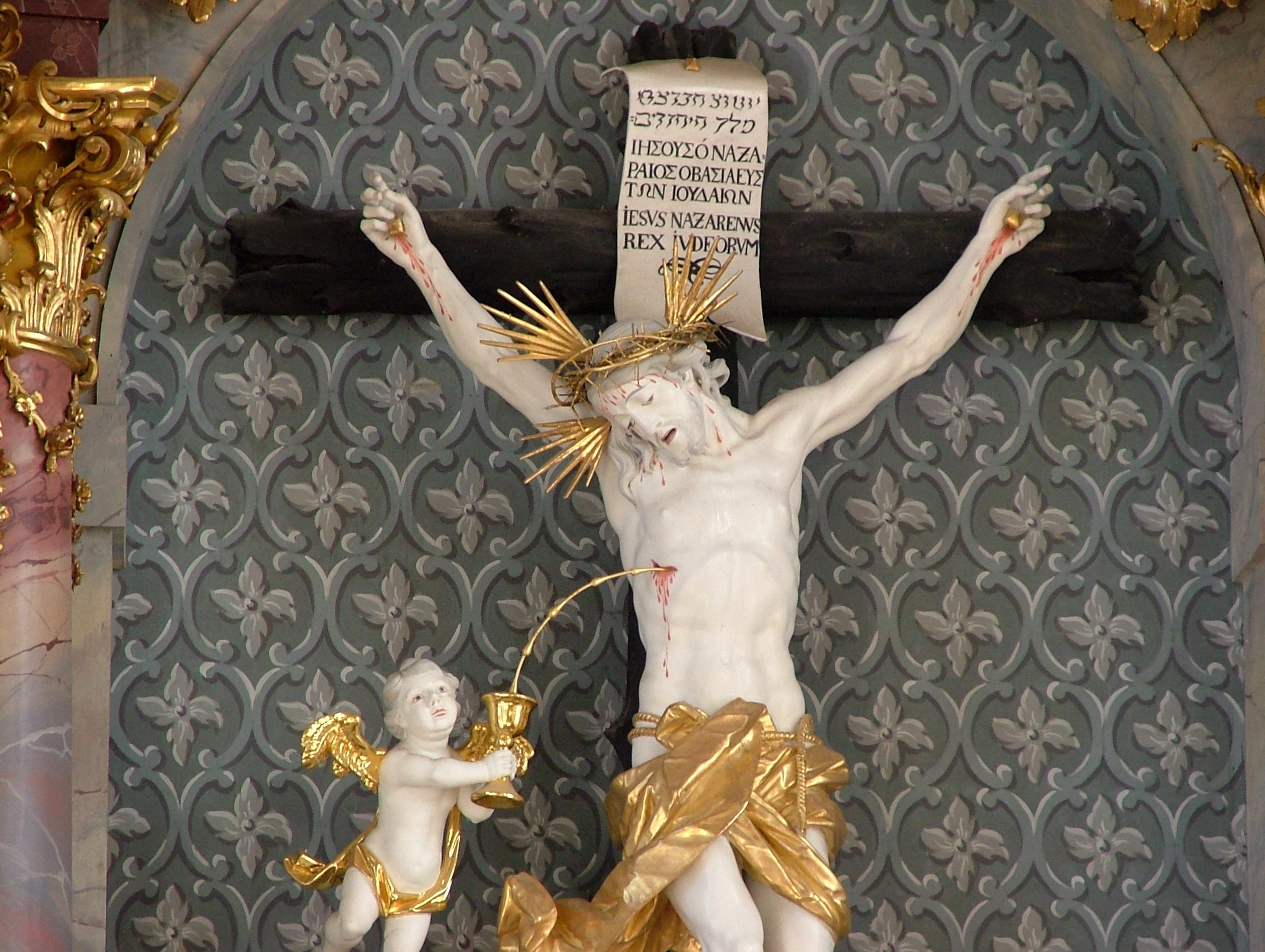
Blut Christi
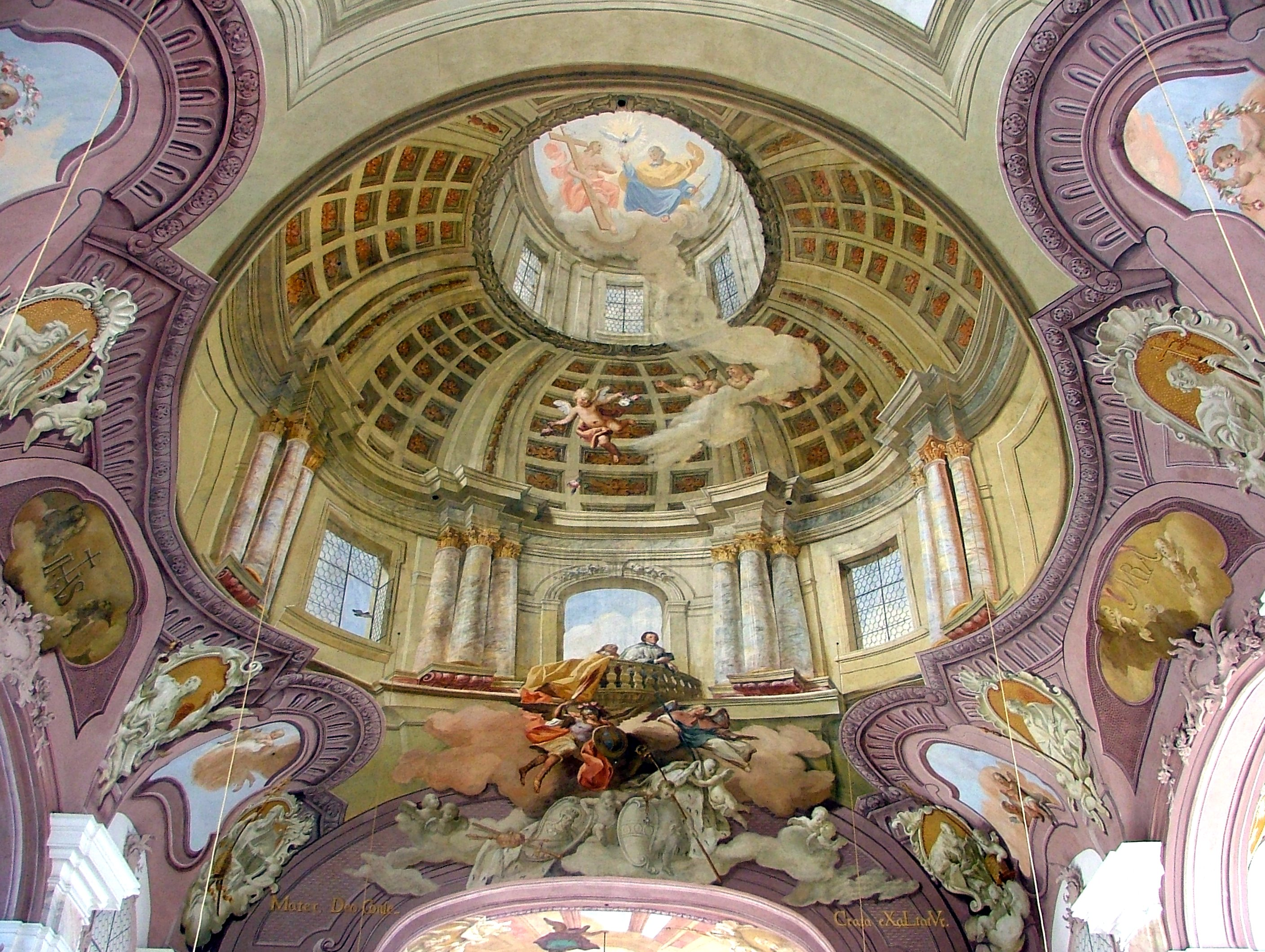
Scheinkuppeln
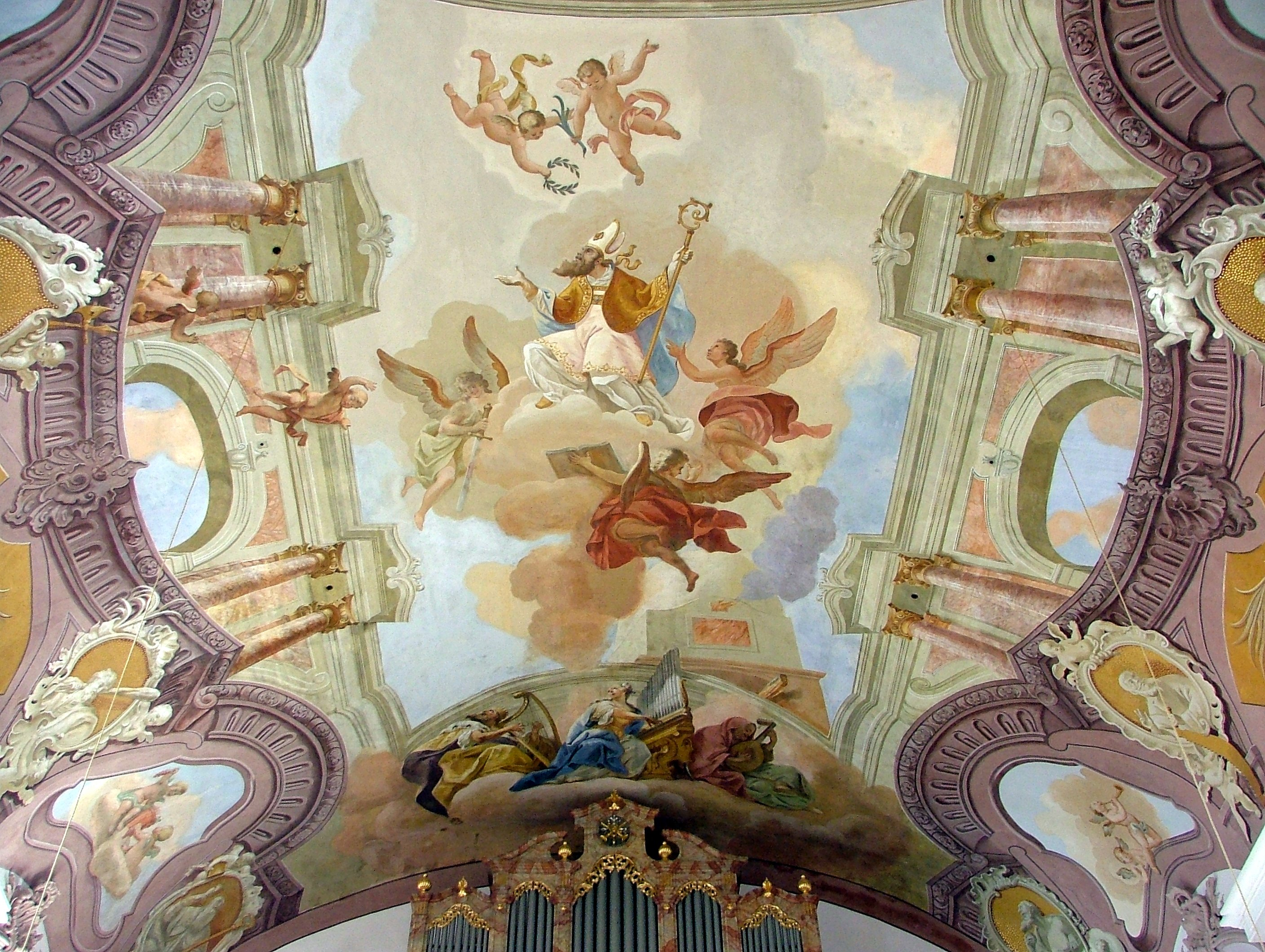
Deckengemälde
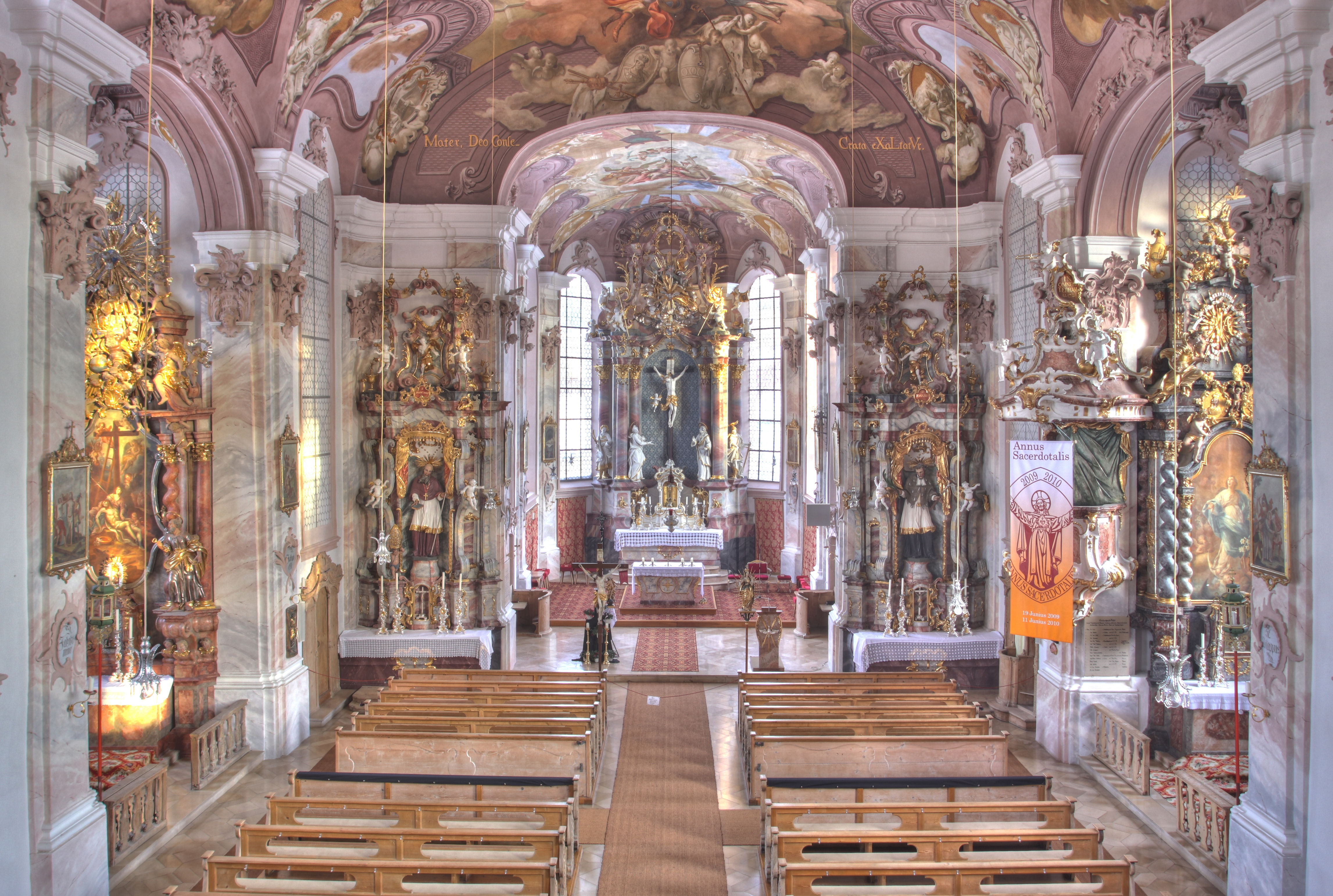
Innenraum